# Ліберійський долар
Ліберійський долар (англ. Liberian Dollar, фр. Dollar libérien) — національна валюта Ліберії.
1 ліберійський долар = 100 центів. У готівковому обігу перебувають банкноти номіналом у 5, 10, 20, 50, 100 доларів, а також монети номіналом в 1, 5, 10, 25, 50 центів та 1, 5, 10 доларів. Міжнародне позначення валюти — LRD.

## Історія
У колоніальний період в обігу використовувався долар США, а також періодично випускалися місцеві паперові грошові знаки. У 1847 році, після проголошення незалежності, розпочато карбування власних монет, а в 1857 році — банкнот казначейства.
У 1907 році статус законного платіжного засобу отримали фунт стерлінгів та західноафриканський фунт. З 1 січня 1944 року було введено ліберійський долар, прирівняний до долара США, і фунт стерлінгів перестав бути законним платіжним засобом. У тому ж році фунт стерлінгів та західноафриканський фунт втратили силу законного платіжного засобу.
Карбування монет у центах було відновлено вже у 1937 році. Ліберійський долар випускався казначейством лише у вигляді монет. Функції центрального банку виконував Банк Монровії. У 1961 році відновлено карбування монет в доларах.
У 1974 році створено Національний банк Ліберії, який почав операції у липні того ж року. У 1991 році банк розпочав випуск банкнот.
У період громадянської війни 1989–1996 років фактично існувало дві зони грошового обігу: контрольована урядом і повстанцями. Повстанці використовували грошові знаки, випущені до початку війни; в зонах, контрольованих урядом, використовувалися також випущені ним нові банкноти. Долар США використовувався в обох зонах. До 1997 року зберігався офіційний паритет ліберійського долара і долара США.
18 жовтня 1999 року заснований новий центральний банк — Центральний банк Ліберії, який почав операції та випуск банкнот у 2000 році. Долар США як і раніше є законним платіжним засобом.

## Опис

### Банкноти основного обігу зразка 1999–2003 років
| Серія 1999–2003 років | Серія 1999–2003 років | Серія 1999–2003 років | Серія 1999–2003 років | Серія 1999–2003 років | Серія 1999–2003 років              | Серія 1999–2003 років                      | Серія 1999–2003 років |
| Зображення            | Зображення            | Номінал (доларів)     | Розміри (мм)          | Основні кольори       | Опис                               | Опис                                       | Рік друку             |
| Аверс                 | Реверс                | Номінал (доларів)     | Розміри (мм)          | Основні кольори       | Аверс                              | Реверс                                     | Рік друку             |
| --------------------- | --------------------- | --------------------- | --------------------- | --------------------- | ---------------------------------- | ------------------------------------------ | --------------------- |
|                       |                       | 5                     | 67 х 156              | червоний, рожевий     | Портрет Едварда Джеймса Ройя       | Жінка, що збирає врожай                    | 1999                  |
|                       |                       | 10                    | 67 х 156              | синій, сірий          | Портрет Джозефа Дженкінса Робертса | Чоловік, що збирає сік гевеї               | 1999                  |
|                       |                       | 20                    | 67 х 156              | коричневий, жовтий    | Портрет Вільяма Табмена            | Місцевий базар                             | 1999                  |
|                       |                       | 50                    | 67 х 156              | коричневий, червоний  | Портрет Семюела Доу                | Чоловік, що збирає плоди тропічного дерева | 1999                  |
|                       |                       | 100                   | 67 х 156              | зелений, сірий        | Портрет Вільяма Річарда Толберта   | Жінка з дитиною                            | 1999                  |

### Монети
За даними Стандартного каталогу монет світу 2009 року («Krause Publications») у період з 1970 року по теперішній час у Ліберії виготовляють численні пам'ятні монети (з портретами президентів США, зображеннями динозаврів, тварин тощо) номіналом від 1 до 2500 доларів.
На аверсі монети номіналом у 5 центів зразка 1977 року зображений слон і поміщений напис «REPUBLIC OF LIBERIA», реверс містить напис «THE LOVE OF LIBERTY BROUGHT US HERE». Лицьова сторона монети того ж достоїнства, але зразка 2000 року прикрашена державним гербом країни, що складається із зображень олійної пальми, сонця, що сходить, і парусника, на якому на берег Ліберії припливли перші переселенці із США, і написом «REPUBLIC OF LIBERIA», а на звороті розміщено зображення дракона.